# Angelo Cordara
Angelo Cordara (Albonese, 23 novembre 1927 – 11 dicembre 2005) è stato un politico italiano.